# Ческис, Арнольд Леонидович
Арнольд Леонидович Ческис (8 декабря 1928, Москва — 21 июля 2004, Москва) — детский хирург-уролог, один из ведущих детских урологов России.

## Биография
Ческис Арнольд Леонидович родился 8 декабря 1928 года в Москве. Отец — Ческис Л. А. профессор философии, погиб в 1935 году. Мать Ческис Э. М. — экономист, работала в Министерстве химической промышленности.
Ческис А. Л. в 1936 году поступил учиться в среднюю школу, а в 1946 году, после окончания школы и успешно сданных экзаменов, был зачислен во 2-й Московский государственный медицинский институт. Закончив институт с отличием, в 1952 году уехал в Приморский край по распределению. После 3-х лет работы хирургом поступил в клиническую ординатуру на кафедру детских болезней Московского Государственного института им. Н. И. Пирогова. После окончания клинической ординатуры с 1957 по 1963 годы работал в хирургическом отделении Детской клинической больницы № 9, где и специализировался в детской урологии, с 1963 по 1970гг работал хирургом-урологом в клинике Научно-исследовательского института педиатрии Академии медицинских наук. В 1965 году защитил кандидатскую диссертацию. В 1970 году был приглашен на работу в Морозовскую детскую клиническую больницу № 1.
В 1973 году А. Л. Ческис являлся главным детским урологом при Главном Управлении Здравоохранения г. Москвы. В 1975 году защитил докторскую диссертацию по урологии. При аттестации каждые 5 лет Ческису А. Л. присваивалась высшая квалификационная категория.
А. Л. Ческис был одним из ведущих детских урологов России, являлся научным руководителем аспирантов Российского Университета Дружбы народов, опубликовал более 100 научных работ, статей, тезисов, докладов. Последний доклад был представлен на Московском Обществе хирургов уже после его смерти. Он активно все годы участвовал в работах международных, республиканских съездов, конференций и симпозиумах урологического и хирургического обществах.
Похоронен в Москве на Донском кладбище. Родственное захоронение.

## Семья
- Жена Ческис Н. И. — экономист, работала в Институте химической физики им. Н. Н. Семенова Российской Академии наук.
- Дочь Наталья — психолог.
- дочь Татьяна — биохимик.
- внучка Мария — журналист.

## Статьи
- (недоступная ссылка)
- (недоступная ссылка)
- (недоступная ссылка)
- Ческис А. Л., Леонова Л. В., Севергина Э. С., Остапко М. С., Симонова Н. А., Аль-Кади К. М. Развитие почек в отдаленные сроки после коррекции первичных нерефлюксирующих форм мегауретера у детей
- (недоступная ссылка)
- (недоступная ссылка)
- (недоступная ссылка)